# Blang Panyang (Kuala Batee)
Blang Panyang is een bestuurslaag in het regentschap Aceh Barat Daya van de provincie Atjeh, Indonesië. Blang Panyang telt 392 inwoners (volkstelling 2010).